# 住民運動
住民運動（じゅうみんうんどう、英: residents' campaign）は、一定の居住域の住民が、共通の要求達成や問題解決のために政府、自治体、企業などに対して行なう抗議や交渉等の集合行動を指す。1960年代以降の高度経済成長期における公害反対運動を通じ全国的に広く見られるようになり、今日では、日照権を問題にしたマンション建設反対運動なども見られる。

## 歴史

### 高度成長期における叢生
1960年代に入ると、当時の高度経済成長による工業化の拡大と国土の乱開発によって自然・生活環境がひどく脅かされるようになるとともに、また、薬品や食品添加物による健康障害も顕在化するにいたった。こうした公害に対して、地域の住民が連帯して抗議するようになり、とりわけ反公害運動や大規模な地域開発を伴う幹線道路、空港港湾、火力・原子力発電所、鉄鋼・石油化学コンビナート開発に対する住民運動が広く見られるようになった。
これらの住民運動は、加害企業に対して正当な補償を求める交渉や裁判などを行い、さらには、政府や地方自治体に対して、被害者救済や公害の事前防止措置を求める行動も起こしたことから、行政や企業などが住民の財産や権利をより尊重する政策転換を行う契機となった。
当時の住民運動は、労働運動の延長線上において捉えられることも多かった。すなわち、労働力再生産の「社会化」の運動として扱われ、生活や消費の場面でも社会変革が暫時的に進行しつつあることの現われとしても捉えられたが、当時の運動の多くは、政党や労働組合などの既成組織の主導によるのではなく、地域住民の主体的な意思によって形成されたものであった。

### 70、80年代以降の変容
70、80年代に入ると、新幹線公害などが取りざたされるも、全般的には、経済の低成長に伴い、住民運動の「冬の時代」（庄司興吉）などと論じられるようになったが、他方で、ぐるみ的な伝統的地域組織の変容によって住民運動はボランタリスティックな市民活動へと成熟したとも目されるようになった。
また、対立型の住民運動だけではなく、自治体などによっては、住民運動団体との対話・連携も進み、住民参画、住民による監視機能のひとつに目されるようになった。さらには、近年では、「住民参加から住民自治へ」という近年のスローガンに象徴されるように、住民の主権者意識を高める契機ともなっている。

## 代表的な住民運動
- 三里塚闘争（1966年以降継続）
- 東北・上越新幹線反対運動（1970年代）

## 市民運動との異同
市民運動や市民活動と同一視されることも多いが、その運動の活動主体の構成員が、何を以ってまとまっているのかにより緩やかに区分けすることができる。
住民運動においては、ある地域に居住している、という点が構成員の共通点である。住民運動とは、特定の地域における問題を取り扱う場合が多いため、利害関係者は必然的に近隣地域の居住者ということになる。
一方、市民運動や市民活動においても地域の共通性も構成員の活動動機のひとつにはなりうるが、それ以上に活動の方向性や目的に対する関心が構成員によって共有されていることを以って、その活動が「市民活動」、「市民運動」であると言うことができる。

## 問題点
住民運動は、「自分の地域には来てほしくない。他の地域に行くならば、賛成か反対かはその地域の住民が決めるだろう」との姿勢があり、地域エゴと批判されることもある。(NIMBY問題)